# Nürnberg-Klausel
Als Nürnberg-Klausel wird ein Lehrsatz des Strafrechts bezeichnet, der für besonders strafwürdige Verbrechen eine Ausnahme vom Rückwirkungsverbot im Strafrecht, also vom Grundsatz „nulla poena sine lege“ begründet.

## Inhalt und Bedeutung
Die Nürnberg-Klausel besagt, dass trotz fehlender geschriebener Strafregeln eine Tat bestraft werden kann, „die zur Zeit ihrer Begehung nach den von den zivilisierten Völkern anerkannten allgemeinen Rechtsgrundsätzen strafbar war“.
Rechtstheoretisch wird eine Ausnahme von dem anerkannten justiziellen Grundrecht des Rückwirkungsverbots mit der Radbruchschen Formel gerechtfertigt, die verkürzt besagt: „Extremes Unrecht ist kein Recht.“ Sie hat insbesondere Bedeutung für die Behandlung von Verbrechen, die in einem Unrechtsstaat begangen wurden.

## Rechtsgeschichtliche Entwicklung

### Nürnberger Prozesse
Bei den Nürnberger Prozessen, die 1945 bis 1949 gegen die Hauptkriegsverbrecher und andere Verantwortliche des Deutschen Reichs zur Zeit des Nationalsozialismus durchgeführt wurden, wurde erstmals dem Gedanken Geltung verschafft, dass nationale Gesetze keinen absoluten Schutz vor Verfolgung durch das Völkerstrafrecht bieten.

### Europäische Menschenrechtskonvention
In der Europäischen Menschenrechtskonvention von 1950 wurde in Artikel 7 Absatz 2 festgelegt, dass das Rückwirkungsverbot die Bestrafung einer Tat nicht ausschließt, die „im Zeitpunkt ihrer Begehung nach den allgemeinen, von den zivilisierten Völkern anerkannten Rechtsgrundsätzen strafbar war“.

### Keine Geltung in Deutschland
Die sogenannte Nürnberg-Klausel in der Europäischen Menschenrechtskonvention knüpfte an das von den Alliierten erlassene Kontrollratsgesetz Nr. 10 vom 20. Dezember 1945 an. Ihre Geltung wurde jedoch durch einen 1952 von der Bundesregierung erklärten Vorbehalt für Deutschland ausgeschlossen.
Der Vorbehalt gegen die Nürnberg-Klausel wird teilweise als symptomatisch für den  in den ersten Jahrzehnten der Nachkriegszeit fehlenden Willen zur strafrechtlichen Aufarbeitung der nationalsozialistischen Verbrechen angesehen: Das NS-Rechtssystem sollte nicht unter dem Gesichtspunkt der Verletzung rechtsstaatlicher Prinzipien infrage gestellt werden, sondern grundsätzlich gültig bleiben.

### Internationaler Pakt über bürgerliche und politische Rechte
Auch der Internationale Pakt über bürgerliche und politische Rechte enthält in Art. 15 eine inhaltsgleiche Bestimmung.

### Europäische Grundrechte-Charta
In der Charta der Grundrechte der Europäischen Union bestimmt Artikel II-109, dass das Rückwirkungsverbot nicht ausschließt, „dass eine Person wegen einer Handlung oder Unterlassung verurteilt oder bestraft wird, die zur Zeit ihrer Begehung nach den allgemeinen, von der Gesamtheit der Nationen anerkannten Grundsätzen strafbar war.“